# Muntmeesterteken

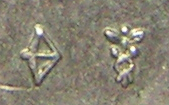
Het linker teken is het muntmeesterteken van drs. Chr. van Draanen. Het rechter teken is het muntteken van het munthuis van Utrecht.

Het muntmeesterteken (Engels: privy mark, Frans: différent, Duits: Münzmeisterzeichen) is een symbool dat samen met het muntteken wordt geslagen op de munten van de Koninklijke Nederlandse Munt (KNM) (voorheen 's Rijks Munt). Deze traditie stamt uit de vijftiende eeuw. Op 26 november 1816 werd bij Koninklijk Besluit vastgesteld dat het munt- en muntmeesterteken voortaan moest worden aangebracht op iedere door 's Rijks Munt geslagen munt. Het staat sindsdien op Nederlandse, een aantal Luxemburgse en enkele andere munten die geslagen worden door de KNM. 

## Muntmeesterteken
De muntmeester is de algemeen directeur van de Koninklijke Nederlandse Munt. In 1792 werd het muntmeesterteken ingevoerd. De eerste muntmeester, Y.D.C Suermondt, heeft in zijn loopbaan tweemaal van muntmeesterteken gewisseld. In een later stadium werd het muntmeesterteken onttrokken aan de naam van de desbetreffende muntmeester. De muntmeester die na de Tweede Wereldoorlog aantrad, dr. J.W.A. van Hengel, koos als muntmeesterteken een visje. Latere muntmeesters konden kiezen voor een teken welk verwees naar een hobby of iets anders kenmerkend voor de muntmeester. De vorige muntmeester, Stephan Satijn, gebruikte de Sint Servaasbrug in Maastricht als muntmeesterteken. Dit als verwijzing naar zijn geboortestad, daarnaast symboliseert het zijn functie als muntmeester dat hij ziet als bruggenbouwer tussen privaat en publiek. De huidige muntmeester, Bert van Ravenswaaij, gebruikt de raaf als muntmeesterteken. Dit als verwijzing naar zijn achternaam. Zie voor een opsomming van de Nederlandse muntmeesters en muntmeestertekens de lijst van muntmeestertekens.

### Waarnemend muntmeesterteken
Een waarnemend muntmeester krijgt in Nederland geen eigen muntmeesterteken. Als teken dat er een waarnemend muntmeester is wordt er, zonder uitzondering, een ster aan het muntmeesterteken van de vertrokken muntmeester toegevoegd. In 1845 was dit nog niet gebruikelijk, toenmalig waarnemend muntmeester H.A. van den Wall Bake voegde een parel toe aan het muntmeesterteken van zijn voorganger. Van den Wall Bake gebruikte zelf een zwaard, zijn opvolger, P.H. Taddel, gebruikte als waarnemend muntmeester het zwaard met een klaver op de punt. Taddel zelf gebruikte een bijl. In 1885 plaatste zijn opvolger er een ster bij. Sindsdien is het gebruikelijk om een ster toe te voegen. In 2021 werd er, gedurende een periode waarin er geen muntmeester was, ook een ster toegevoegd aan het teken van de laatste muntmeester, om aan te duiden dat de positie tijdelijk vacant was.